# Martingale locale
Dans la théorie des processus stochastiques, une martingale locale est un processus stochastique qui est localement une martingale, ce qui signifie qu'il y a une suite de localisation de temps d'arrêt et que le processus arrêté est une martingale.

## Définition
Soit {\displaystyle (\Omega ,{\mathcal {F}},\mathbb {F} ,P)} un espace de probabilité filtré et un processus {\displaystyle \mathbb {F} }-adapté {\displaystyle X=(X_{t})_{t\geq 0}} avec {\displaystyle X_{0}=0} (zéro à zéro).
S'il existe une suite non décroissante {\displaystyle (T_{n})_{n\in \mathbb {N} }} de temps d'arrêt de {\displaystyle \mathbb {F} } telle que
1. {\displaystyle P\left(\lim \limits _{n\to \infty }T_{n}=\infty \right)=1} et
2. pour tout {\displaystyle n\in \mathbb {N} } le processus arrêté {\displaystyle X^{(n)}=(X_{t}^{(n)})_{t\geq 0}} défini par {\displaystyle X_{t}^{(n)}{\overset {\Delta }{=}}X_{t\wedge T_{n}}} soit une martingale,

alors on appelle {\displaystyle X} une martingale locale et on écrit {\displaystyle X\in {\mathcal {M}}^{\operatorname {loc} }}.
Si {\displaystyle X} est continue, on écrit {\displaystyle X\in {\mathcal {M}}^{c,\operatorname {loc} }}.